# Seil de la Baque
Le Seil de la Baque (aussi orthographié Seilh ou Ceil de la Baque) est un petit glacier de cirque, dans les Pyrénées. Il est situé dans le Luchonnais, sur le versant nord de la frontière franco-espagnole, dans le département français de la Haute-Garonne.

## Toponymie
En occitan, Seil de la Baque signifierait « glacier de la vache ».

## Géographie
Le glacier est situé dans le cirque du Portillon, dont le pic Perdiguère (3 222 m) est le plus haut sommet. Il est dominé au nord par le Cap du Seil de la Baque occidental (3 097 m) et est orienté nord-est en direction du lac du Portillon (2 580 m). En 2007, le Seil de la Baque possédait une surface de 11,5 hectares et se développait sur 200 mètres de dénivelé. Son point le plus bas était à une altitude de 2 810 mètres et son point le plus haut à 3 010 mètres. Il existe également quelques plaques de glace permanentes orientées nord-ouest et parfois appelé Seil de la Baque Ouest (2 hectares).

## Histoire
En 1879, lors de ses ascensions au pic des Crabioules, au pic de Quayrat et à la pointe de Literole, Henry Russell indique avoir trouvé une colonie de bergers espagnols avec leurs moutons sur les bords du lac d'Espingo qui était venu le jour même du port d'Oô.
Or à l'époque, le glacier était plus étendu et pour accéder port d'Oô côté français, il était nécessaire de traverser le Seil de la Baque. Cela prouve donc que le glacier était une zone de passage pour les troupeaux qui franchissaient le port.

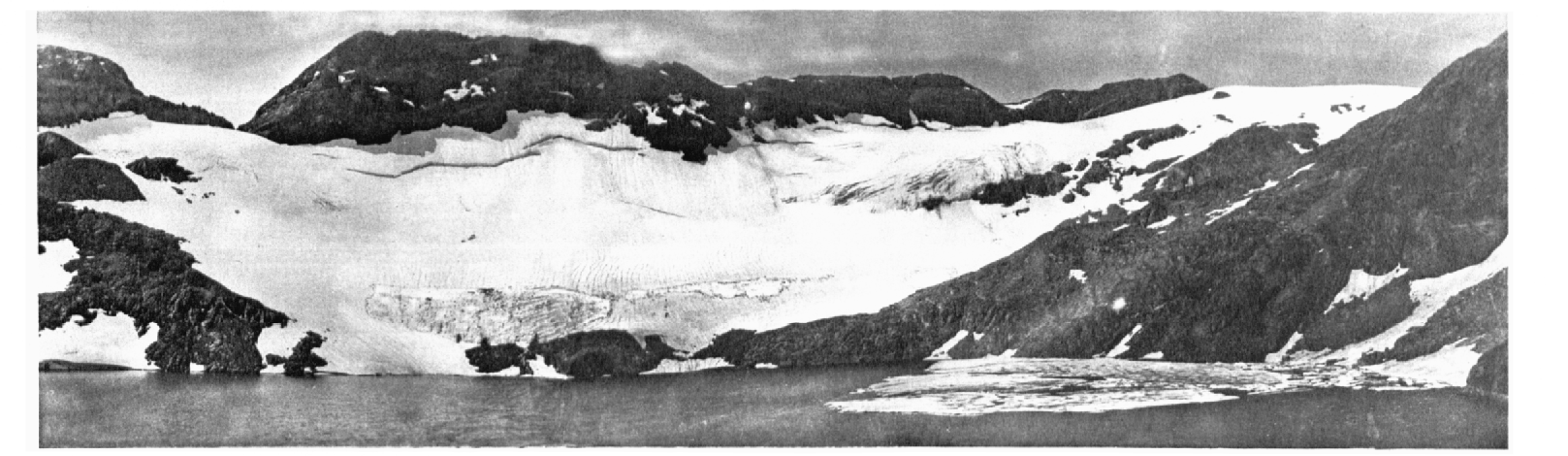
Le Seil de la Baque vu depuis le lac du Portillon, le 23 août 1912.

## Évolution

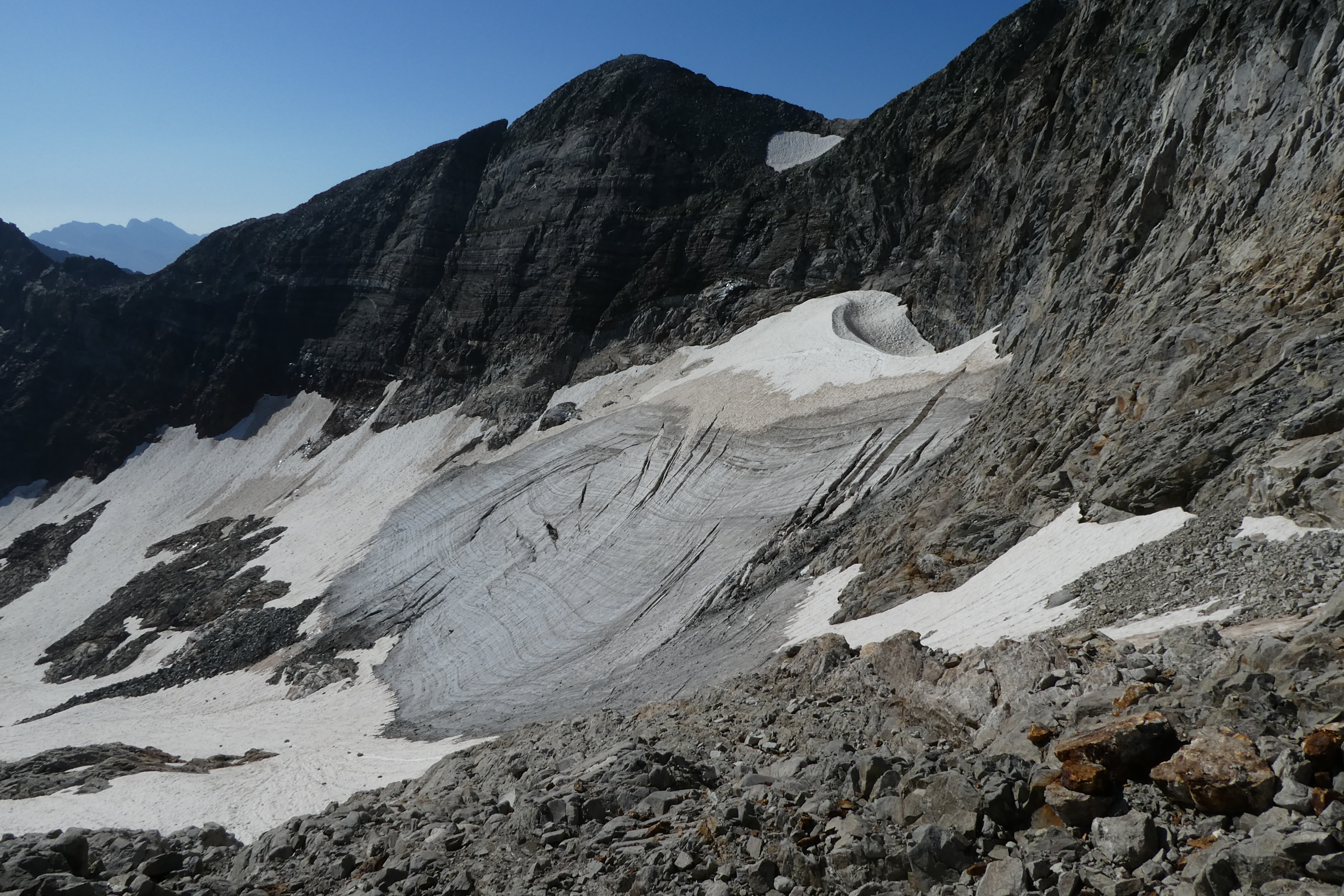
Le Seil de la Baque Est vu en descendant du Cap du Seil de la Baque, le 6 août 2019.

Au cours du Petit âge glaciaire, au maximum de son extension au milieu du XIXe siècle, le Seil de la Baque s'étendait sur 1,45 km2. Il était le plus grand glacier des Pyrénées françaises et le troisième plus important de la chaîne, derrière ceux de l'Aneto et du Mont-Perdu. Il était composé du Seil de la Baque lui-même, et du glacier du Portillon d'Oô qui venait confluer avec lui. Il s'étendait d'ouest en est, du col des Gourgs Blancs (2 877 mètres) et du port d'Oô (2 908 mètres), jusqu'au col supérieur de Litérole (3 049 mètres).
Son point culminant était le Cap occidental du Seil de la Baque (3 097 mètres) en contrebas duquel s'était formé une calotte. De ce bassin d'alimentation, le Seil de la Baque fluait en 2 langues, l'une orientée nord-ouest qui s'arrêtait au-dessus du lac Glacé d'Oô vers 2 800 mètres, l'autre orientée nord-est et plongeant dans le lac du Portillon (2 580 mètres) en « un mur de glace d'au moins 20 mètres » de haut.
À partir du début des années 1900, le Seil de la Baque cesse de plonger dans le lac du Portillon.
Autour de 1950, le glacier se scinde en deux, le Seil de la Baque et le glacier du Portillon d'Oô. Au début des années 1990, le reste de la calotte se désagrège, et le Seil de la Baque se divise en deux entités : le Seil de la Baque Est et le Seil de la Baque Ouest.
Au cours des années 2000, le Seil de la Baque Ouest se disloque et laisse place à des plaques de glace plus ou moins grandes.
En 2020, il ne reste de l'antique calotte que 0,11 km2 de glace, réparti en trois zones : le glacier du Portillon d'Oô (0,03 km2), le Seil de la Baque Est (0,06 km2) et le Seil de la Baque Ouest (0,02 km2).
Aujourd'hui, le Seil de la Baque Est est le dernier glacier crevassé du massif de Perdiguère.

## Voies d'accès
Le Seil de la Baque s'atteint via la vallée d'Oô. En venant de Bagnères-de-Luchon, on traverse le petit village de Oô et l'on commence à monter à pied depuis les granges d'Astau (1 112 m).